# Саманта Міллс
Саманта Міллс (англ. Samantha Mills, 23 лютого 1992) — австралійська стрибунка у воду.
Призерка Чемпіонату світу з водних видів спорту 2015 року.
Переможниця літньої Універсіади 2013 року.